# Conca de Mahajanga
La conca de la ciutat de Mahajanga situada al nord-oest de Madagascar, ha proporcionat alguns del fòssils de vertebrats més significatius i més ben conservats de Gondwana.
La sedimentologia dels seus estrats i les seves relacions estratigràfiques han estat el centre d'investigacions geològiques des de l'any 1993. Des d'aquell any, les expedicions dirigides per la Universitat Stony Brook, el, Macalester College, i la Universitat d'Antananarivo han descobert una rica mostra de més de sis mil espècimens i observacions incloent fòssils de dinosaures no aviars, cocodrils i tortugues de finals del Cretaci.